# Planetella fenestra
Planetella fenestra is een muggensoort uit de familie van de galmuggen (Cecidomyiidae). De wetenschappelijke naam van de soort is voor het eerst geldig gepubliceerd in 1915 door Ephraim Porter Felt.